# Walter van Beirendonck
Walter van Beirendonck (* 4. února 1957) je belgický módní návrhář. Narodil se ve městě Brecht a studoval na Královské akademii výtvarných umění v Antverpách. Spolu s několika dalšími studenty se stal součástí skupiny označované jako Antverpská šestka. Vedle něj sem patřili ještě Dirk van Saene, Dries van Noten, Ann Demeulemeester, Marina Yee a Dirk Bikkembergs. Počínaje rokem 1983 se věnuje prezentování vlastních kolekcí. Ty jsou obvykle inspirovány výtvarným uměním, literaturou a přírodou. V roce 1997 navrhoval kostýmy pro irskou hudební skupinu U2.